# Potštátské skalní město
Potštátské skalní město je skalní město z usazených karbonských břidlic, drob a slepenců, které se nachází jižně pod Kyžlířovem (části města Potštát) v okrese Přerov v Olomouckém kraji v Oderských vrších (části pohoří Nízký Jeseník).
Skalní město lemuje údolí potoka Velička a nachází se severozápadně od ruin hradu Potštát (Puchart) a hostince U Tlustého Jana. Skály místy strmě vyčnívající ze svahů údolí Veličky dosahují výšky i přes 20 m. Součástí skalního města je také bývalá Železná rozhledna.
Skály přístupné ze silnice z Potštátu do Olšovce, z turistických a cyklistických stezek a naučné Vlastivědné stezky Potštátské skalní město, jsou častým cílem turistů a horolezců.
Potštátské skalní město společně s Čertovými kazatelnami a dalšími skalami v nedalekém údolí Peklo jsou největšími skalními stěnami v Oderských vrších.

## Významná skaliska
- Čertovo kopyto
- Jelení skok
- Kámen vdavekchtivých dívek
- Kosí údolí
- Nebesa (Himmelreich)
- Nové skály
- Pod Tlustým Janem
- Skřítkovy skály
- Staré skály

Blíže

## Další informace
Jižně od Potštátského skalního města se nachází Soudkova štola (důlní dílo a přírodní památka).
Východně od skalního města se nachází Partutovický vodopád.

## Galerie

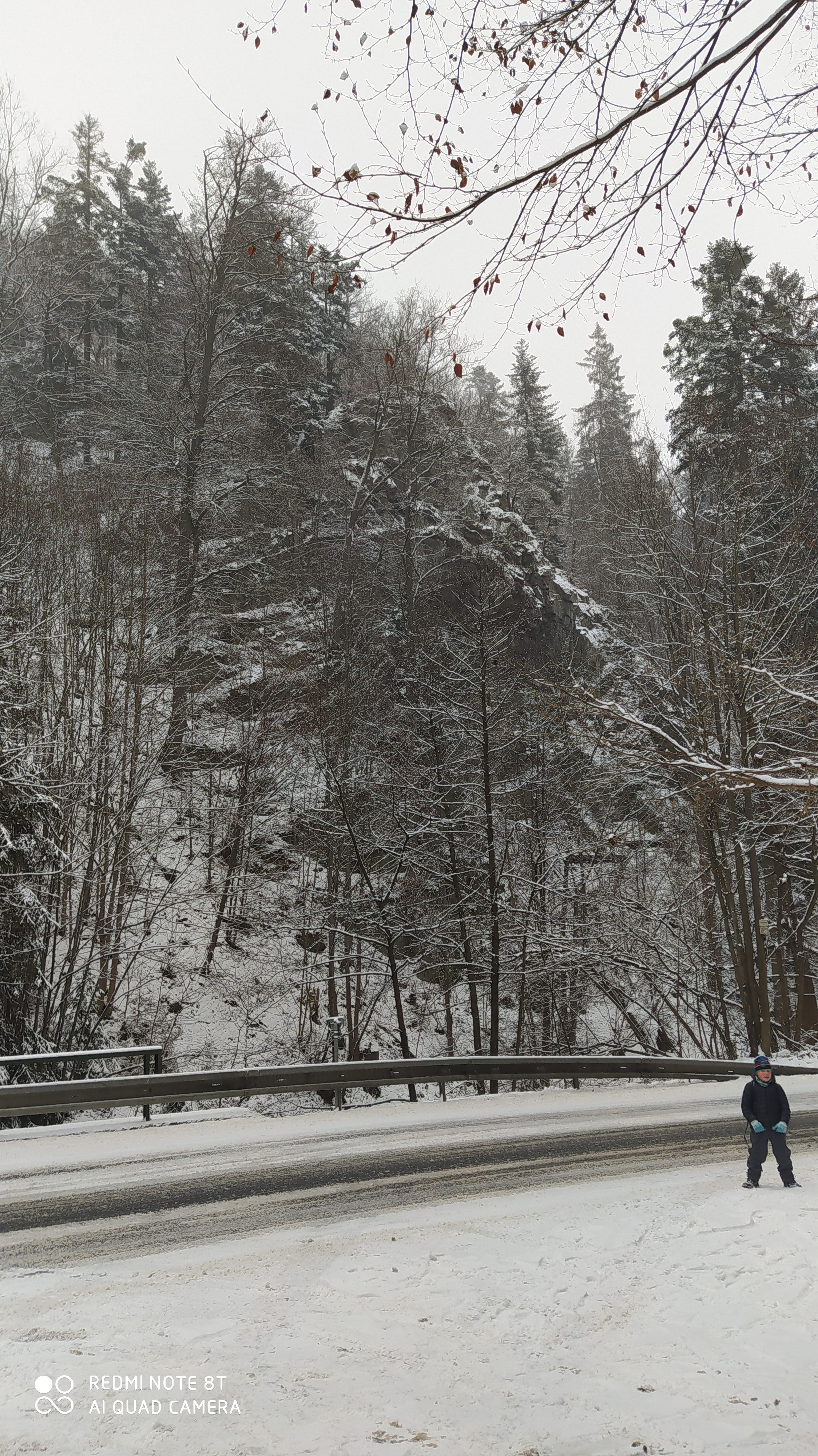
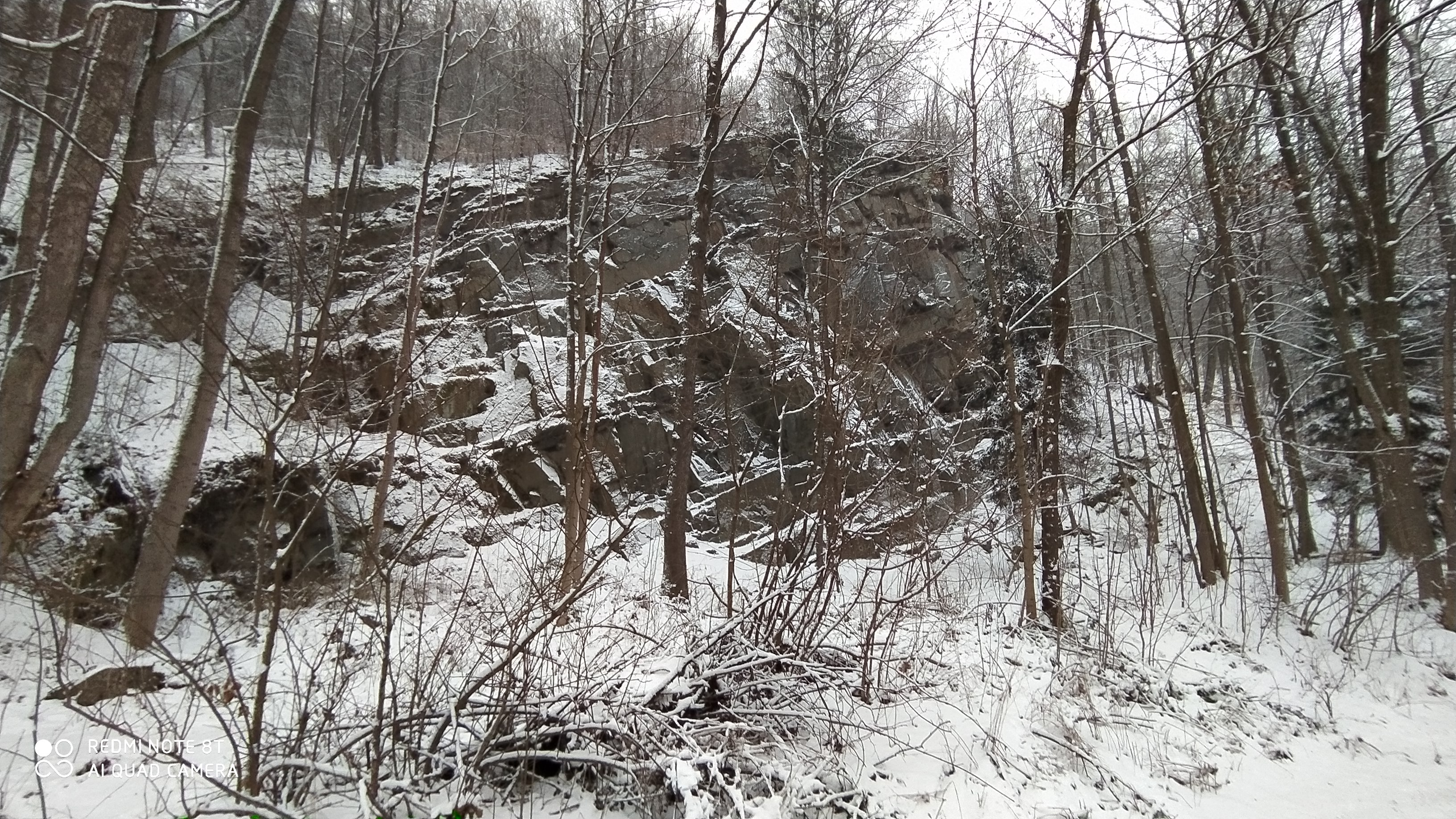
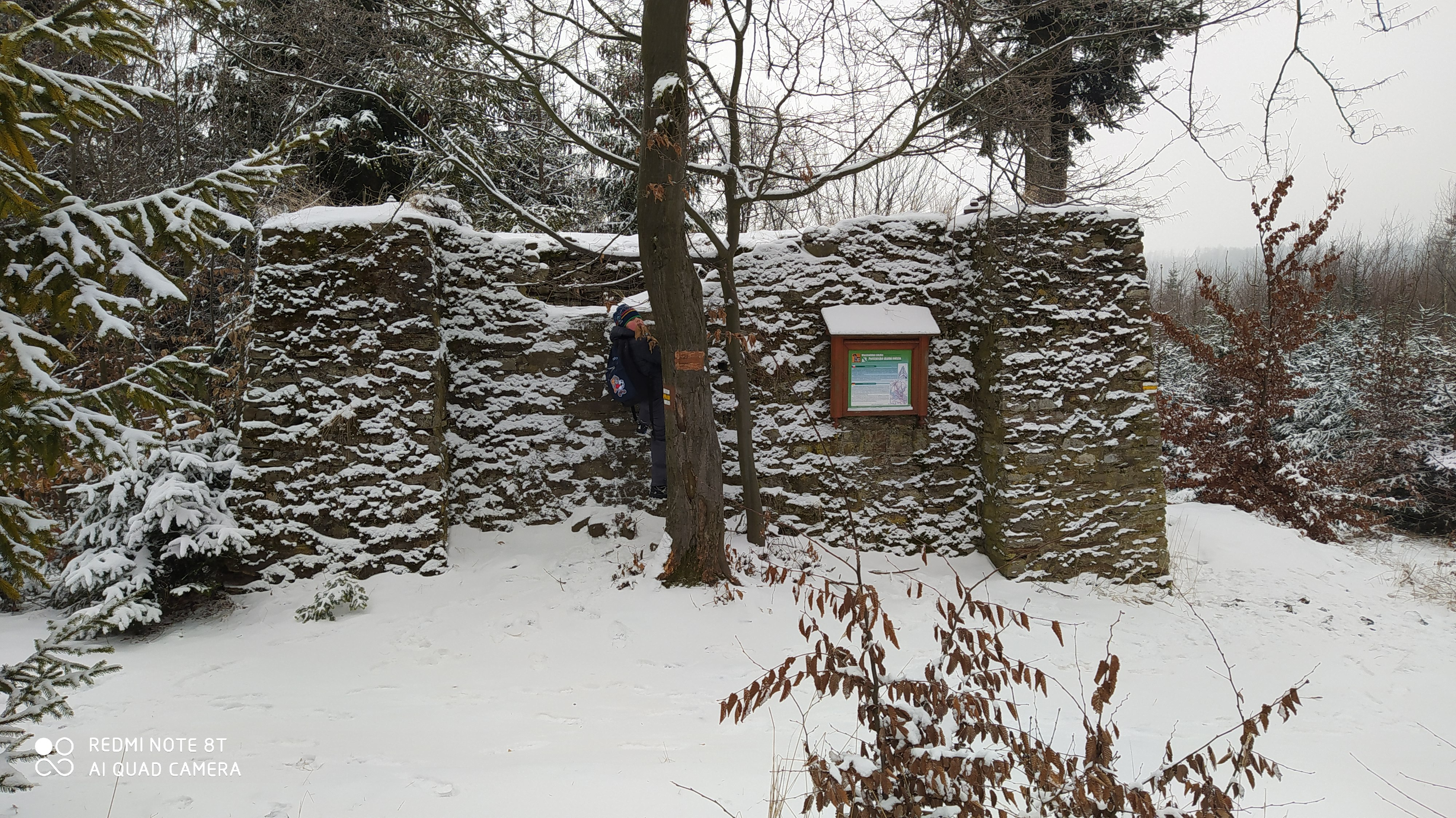
Bývalá Železná rozhledna
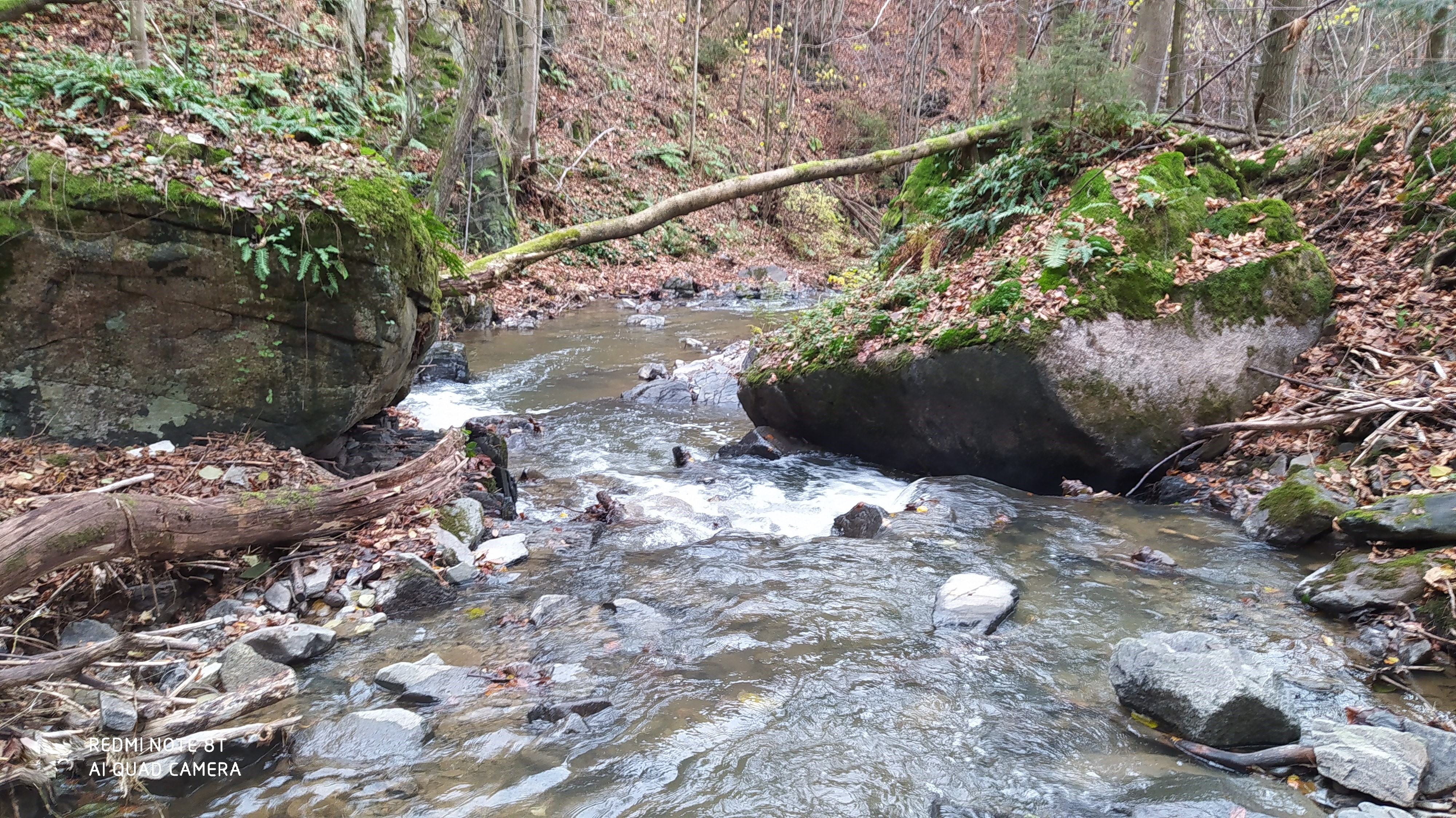
Potok Velička v Potštátském skalním městě
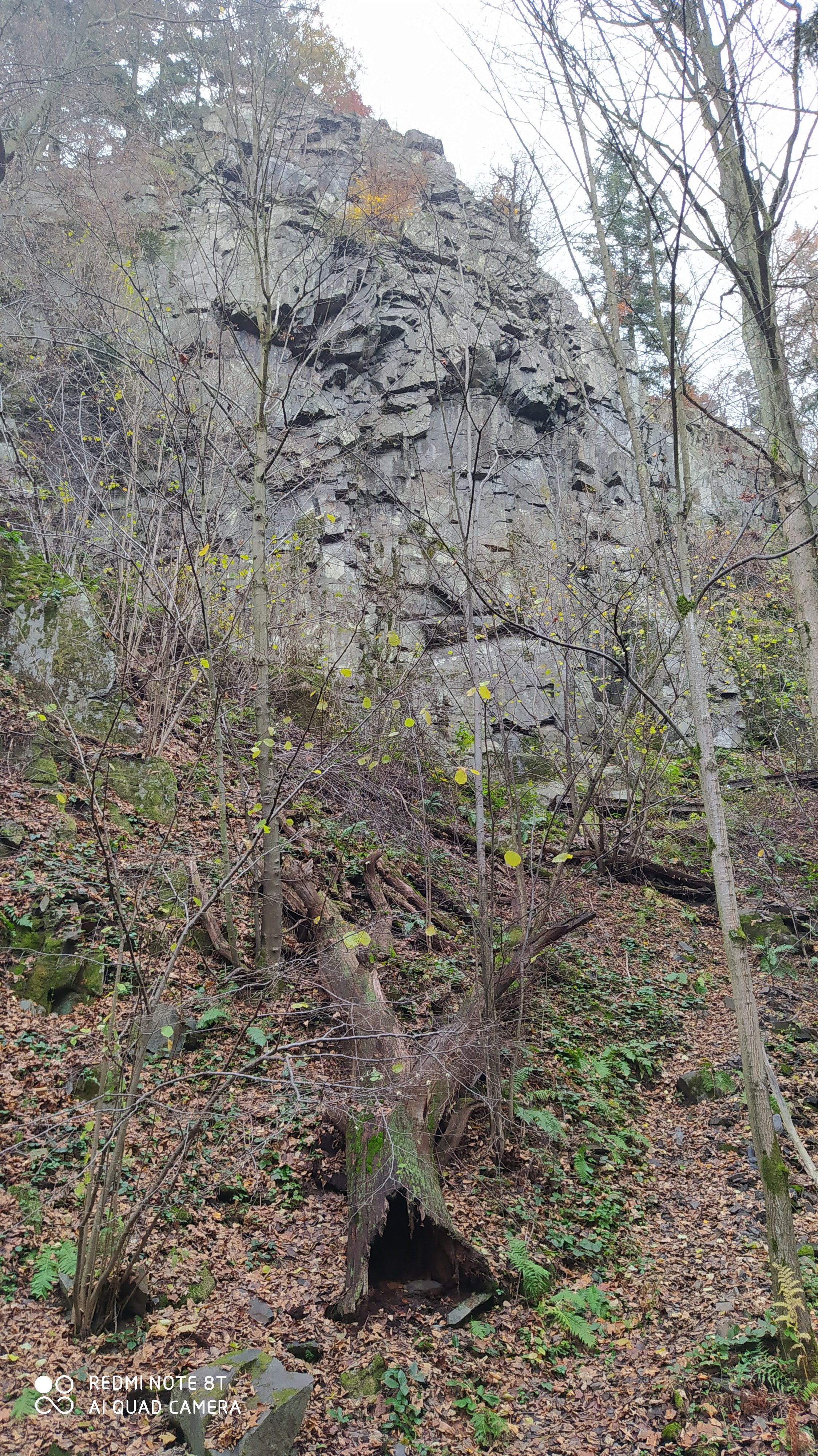
Nad potokem Velička v Potštátském skalním městě
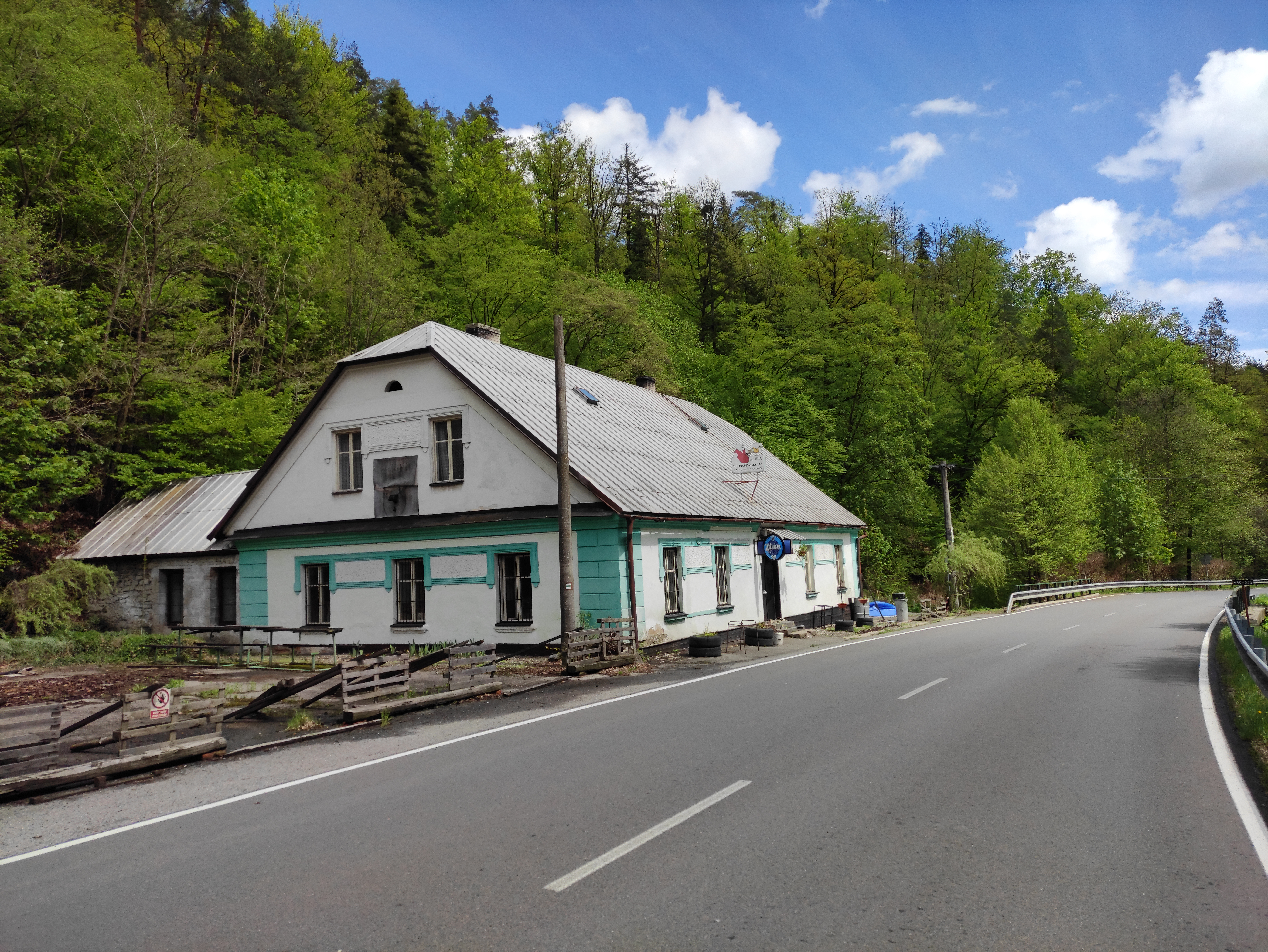
U Tlustého Jana